# اچ‌دی ۱۴۱۵۶۹
اچ‌دی ۱۴۱۵۶۹ یک ستاره است که در صورت فلکی ترازو قرار دارد.